# Wanli
Wanli (4 september 1563 - 18 augustus 1620) was keizer van de Chinese Mingdynastie tussen 1572 en 1620. Geboren als Zhu Yijun was hij de zoon van keizer Longqing. Zijn regeerperiode van 48 jaar was de langste van de dynastie. De machtige groot-secretaris van de kanselarij Zhang Juzheng (1525-1582) domineerde de eerste tien jaar van Wanli's regering.
Wanli kreeg een conflict met zijn belangrijkste adviseurs over de stijl van regeren en over een aantal beslissingen van hem die op een persoonlijk vlak lagen. Als gevolg van dat conflict trok Wanli zich geheel terug uit iedere vorm van een besluitvormingsproces en staakte deelname aan staatsrituelen die van keizers verwacht werden. Op lokaal niveau kon nog wel bestuurd worden, omdat daar sprake was van een vorm van coalitie tussen benoemde mandarijnen en de elites. Op centraal niveau nam echter de macht van de eunuchen sterk toe. 
Tijdens zijn regeerperiode was sprake van de eerste bedreiging van de dynastie door de Mantsjoes en de aankomst in Peking van  Matteo Ricci, de grondlegger van de missie van de jezuïeten in China.   